# Different Sounds - The Remixes
Different Sounds - The Remixes es un álbum hecho por fanes. Este contiene remixes de las mejores canciones hasta el 2002 (Por ende, no tiene canciones del álbum Dynamite). La forma más sencilla de conseguirlo es bajarlo por Internet.

## Lista de canciones
1. "You Give Me Something (Blacksmith R&B Remix)" - 03:59
2. "Alright (D&C Human Mix)" - 03:53
3. "Cosmic Girl (Classic Radio Mix)" - 03:57
4. "Do You Know Where You're Coming From (Hands In The Air Mix)" - 04:45
5. "When You Gonna Learn (Cante Hondo Mix)" - 05:40
6. "Deeper Underground (The Ummah Mix)" - 04:58
7. "Virtual Insanity (Peace of Mind Mix)" - 04:16
8. "Canned Heat (Masters at Work Remix)" - 06:54
9. "Emergency On Planet Earth (London Rican Dub)" - 05:45
10. "If I Like It I Do It (Acoustic Version)" - 04:23
11. "Space Cowboy (Classic Radio Remix)" - 03:57
12. "High Times (Sánchez Radio Edit)" - 03:47
13. "Black Capricorn Day (White Nights Remix)" - 07:34
14. "Light Years (True Power Mix)" - 07:47
15. "Supersonic (Dirty Rotten Scoundrels - Ace Klub Mix)" - 06:55
- Datos: Q5806975